# سام ريفرز
سام ريفرز (بالإنجليزية: Sam Rivers)‏ (و. 1977  م) هو عازف بيس، وموسيقي أمريكي، ولد في جاكسونفيل، فلوريدا، يستخدم آلات غيتار البيس، وقيثارة.

## التعليم
تعلم في Bishop Kenny High School ‏.

## روابط خارجية
- سام ريفرز على موقع ميوزك برينز (الإنجليزية)
- سام ريفرز على موقع أول ميوزيك (الإنجليزية)
- سام ريفرز على موقع ديسكوغز (الإنجليزية)